# Palazzo Filomarino

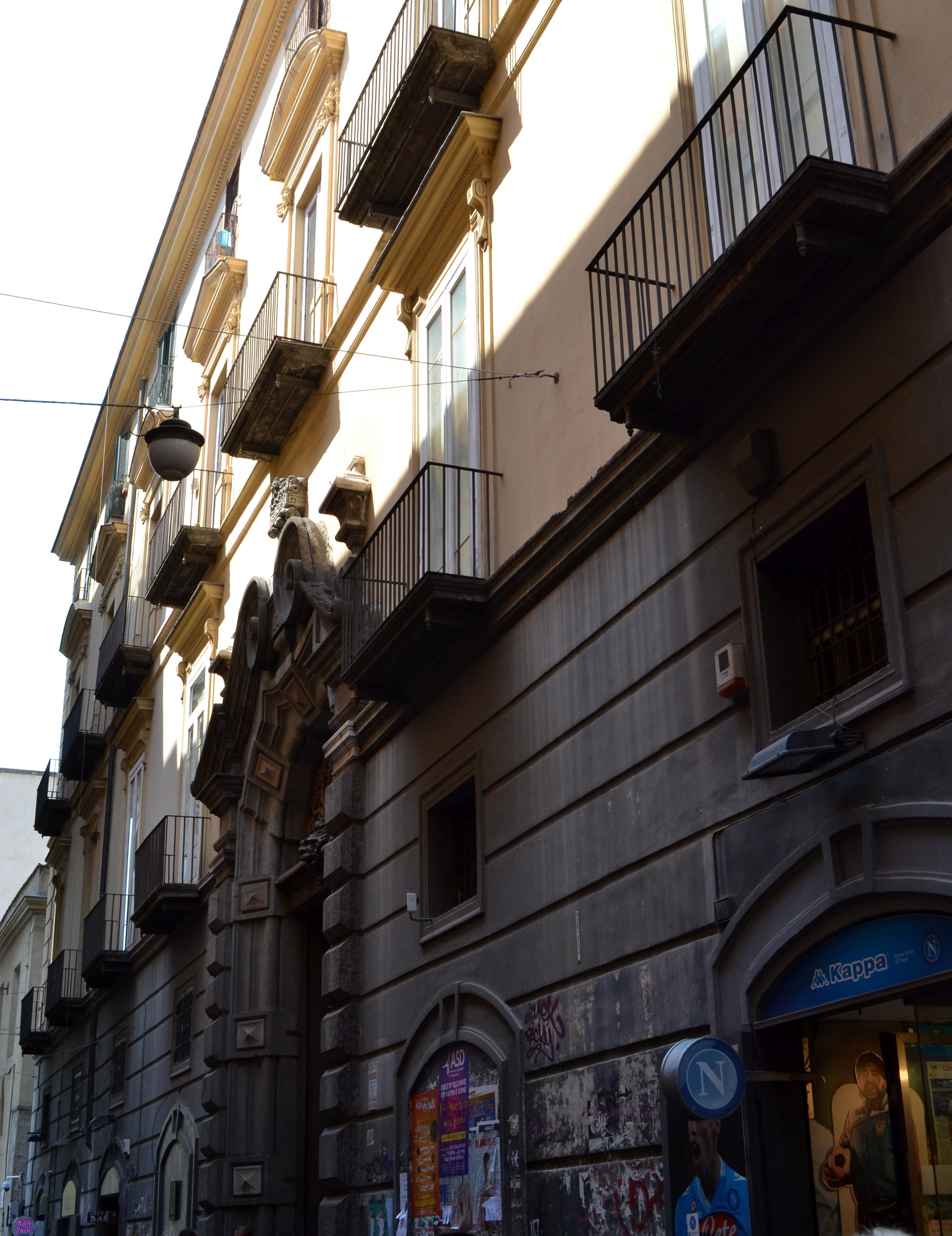
Palazzo Filomarino in Neapel: Fassade

Der Palazzo Filomarino, auch Palazzo Filomarino della Rocca, früher Palazzo Sanseverino di Bisignano, ist ein Palast aus dem 16. Jahrhundert im Viertel San Giuseppe in Neapel in der italienischen Region Kampanien. Er liegt in der Via Benedetto Croce, 12.
Über die Jahrhunderte war er von bedeutenden, örtlichen Adelsfamilien bewohnt und wurde dann zur Residenz des Philosophen Benedetto Croce bis zu dessen Tod 1952. In einigen Räumen sind heute das Istituto Italiano per gli Studi Storici und die Fondazione Biblioteca Benedetto Croce untergebracht.

## Geschichte

### Ursprünge
Der Bau des Palastes wird Giovan Francesco di Palma Mormanno zugeschrieben, einem Schüler und Schwiegersohn des Architekten Giovanni Donadio, genannt „Il Mormando“. Ursprünglich gehörte der Palast der Sanseverinos di Bisignano, einer Linie der Grafen von Tricarico, und lag an einem Ort, an dem im 15. Jahrhundert ein gewisser Giovannello Brancaccio wohnte.

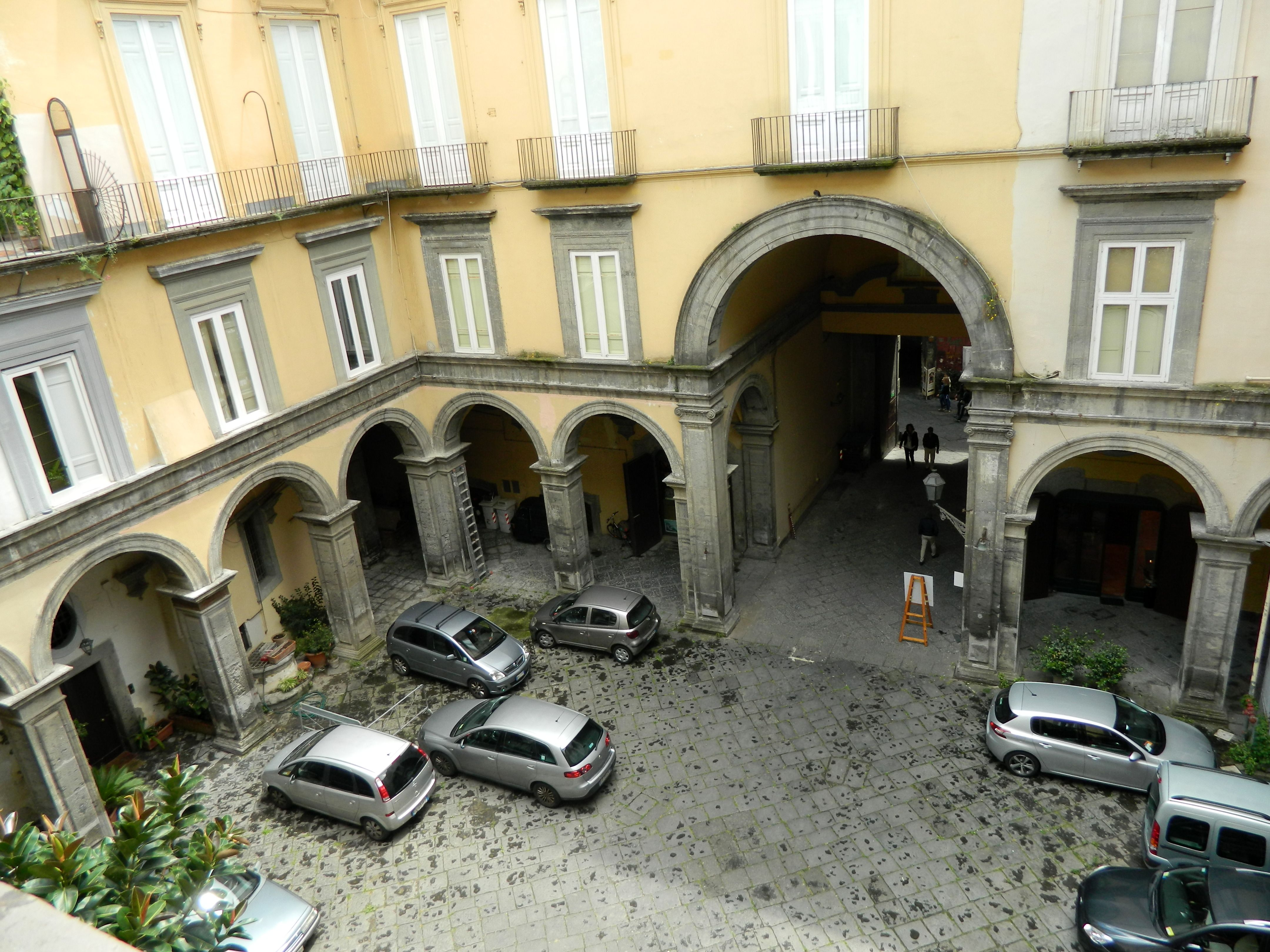
Blick in den Innenhof

Es ist schwierig, exakt festzustellen, wann der Palast in den Besitz der Familie Sanseverino di Bisignano gekommen ist; in einem Dokument aus der zweiten Hälfte des 15. Jahrhunderts kann man lesen, dass der Prinz von Bisignano, Girolamo Sanseverino, jedes Mal, wenn er von Kalabrien nach Neapel kam, im Palazzo Sanseverino (später zur Kirche Gesù Nuovo umgebaut) weilte, der seinem Verwandten, Antonello Sanseverino, Prinz von Salerno, gehörte. Dort konspirierten die beiden gegen die Dynastie Aragón, aber, während Antonello es nach der sogenannten „Verschwörung der Barone“ schaffte, der königlichen Rache durch Flucht nach Rom zu entgehen, wurde Girolamo 1487 in Castel Nuovo eingesperrt, wo er kurz darauf unter ungeklärten Umständen starb: Es überlebten aber seine beiden minderjährigen Söhne, sodass einer von ihnen, Bernardino, im Gefolge von Karl VIII. von Frankreich nach Neapel zurückkehrte und sich mit Ferrante di Aragona versöhnte, indem er das Schicksal der französischen Streitkräfte zum Schlechten wendete. Nachdem diesem dessen Onkel, Federico, nachgefolgt war, sah sich Bernardino erneut gezwungen, nach Frankreich, zu Ludwig XII., zu fliehen; im Mai 1507 war er erneut in Neapel, zusammen mit seiner Gattin, Eleonora Piccolomini, Herzogin von Amalfi. Das Eheleben Bernardinos hatte jedoch einen tragischen Epilog: 1511 starb Eleonora, vielleicht durch Betreiben ihres Gatten, der entdeckt hatte, dass sie ihn mit dem Kardinal Luigi Borgia betrogen hatte.
In der Zwischenzeit hatten die Sanseverions den Palast der Brancaccios gekauft, also den Westflügel des heutigen Palazzo Filomarino; Bernardino wollte die primitive Wohnstatt, die bis dahin nur das Grundstück entlang der Via San Sebastiano belegte, erweitern (aber man könnte richtiger auch sagen, neu bauen). Zu diesem Zweck bat er 1511 die Republik Venedig um ein Grundstück anschließend an das Gebäude, das König Ladislaus von Neapel der Serenissima 1412 geschenkt hatte, weil es den Bürgern dieses Staates, die in Neapel weilten, als Wohnstatt diente; dieser Teil des Grundstückes war in der Tat der Garten des Palazzo Venezia.
Die Erweiterungsarbeiten begannen 1512 unter der Leitung von Giovan Francesco di Palma Mormanno. Als Karl V. 1535 aus Tunis zurückkehrte, wohnte er im Komplex von Pier Antonio Bisignano, dem Sohn von Bernardino, der auf seine Kosten einige Galeeren hatte ausrüsten lassen, um den Souverän bei seiner afrikanischen Unternehmung zu unterstützen. Der Kaiser war erst auf den Lehen der Sanseverinos in Kalabrien zu Gast und dann im Palast der Familie in Neapel, wo Pier Antonio die Trennmauern einiger Räume hatte abreißen lassen, um einen majestätischen Repräsentationssalon zu schaffen. Mit dessen Sohn, Nicola Bernardino, der 1606 verstarb, starben die Sanseverinos von Bisignano aus; den Palast kaufte dann Tommaso Filomarino, ein Aristokrat, der zu der alten Familie gehörte, die 1559 die Grafschaft Rocca d’Aspide erhalten hatte, die 1610 zum Prinzipat erhoben wurde; nach dieser Grafschaft wurde der neue Familienzweig „Filomarino della Rocca“ benannt.

### 17. und 18. Jahrhundert

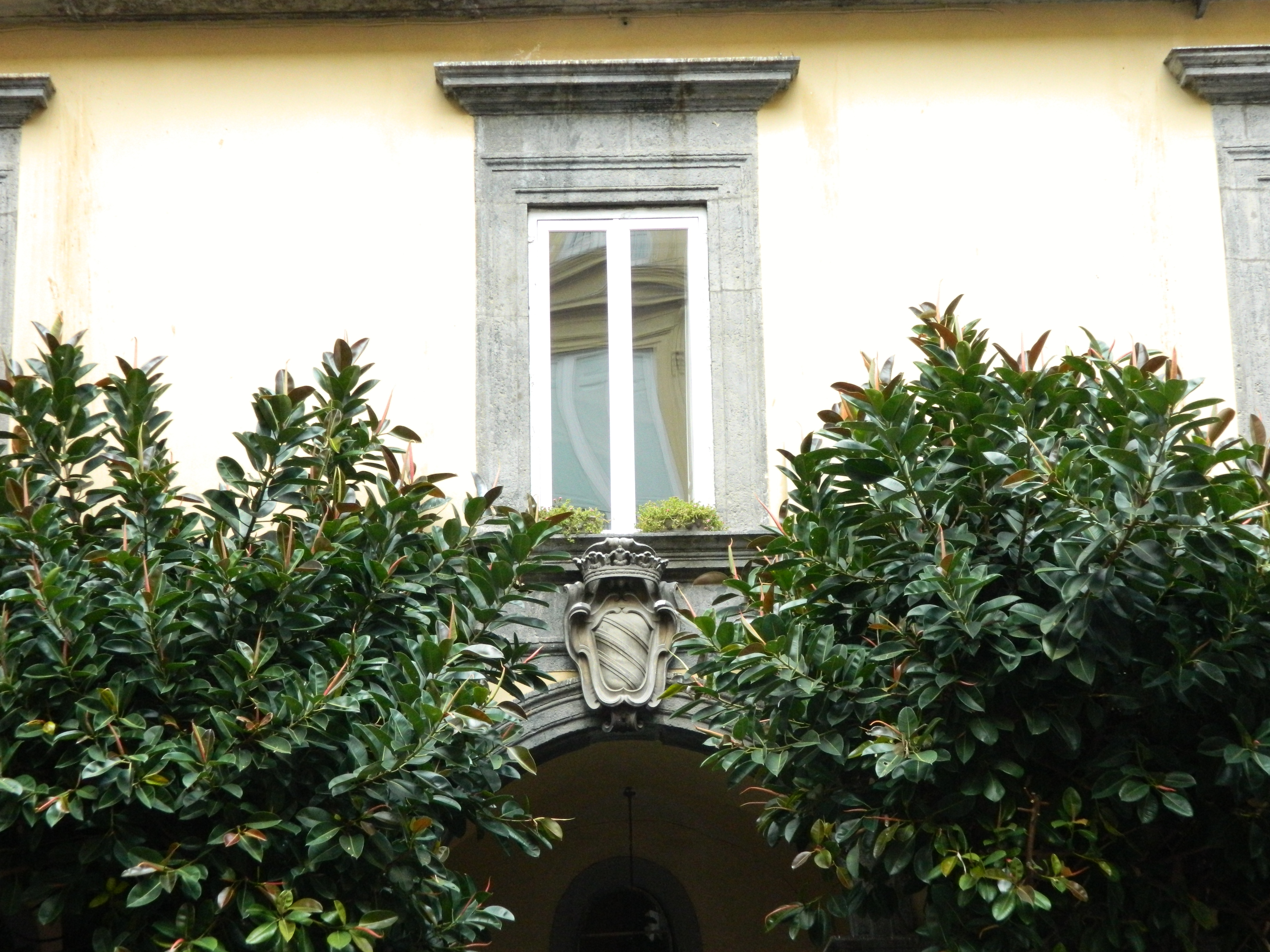
Wappen der Filomarinos im Ehrenhof

Im 17. Jahrhundert zeichneten sich die Filomarinos della Rocca durch den Prinz Francesco aus, der wirksam in die Volksrevolution von 1647–1648 eingriff. Er fungierte als Friedensstifter unter den Randalierern, die den Aufstand und die spanische Autorität befürworteten; er wurde von Masaniello zum „Grassiere“, also zum Praefectus annonae ernannt, aber nahm gleichzeitig Verhandlungen mit dem Kommandanten der iberischen Besatzungstruppen, Don Giovanni d’Austria, auf. Er trug auch dazu bei, die Ansprüche von Henri II. de Lorraine, duc de Guise, als Nachfahre von René I. von Anjou auf den Thron von Neapel zu unterdrücken.

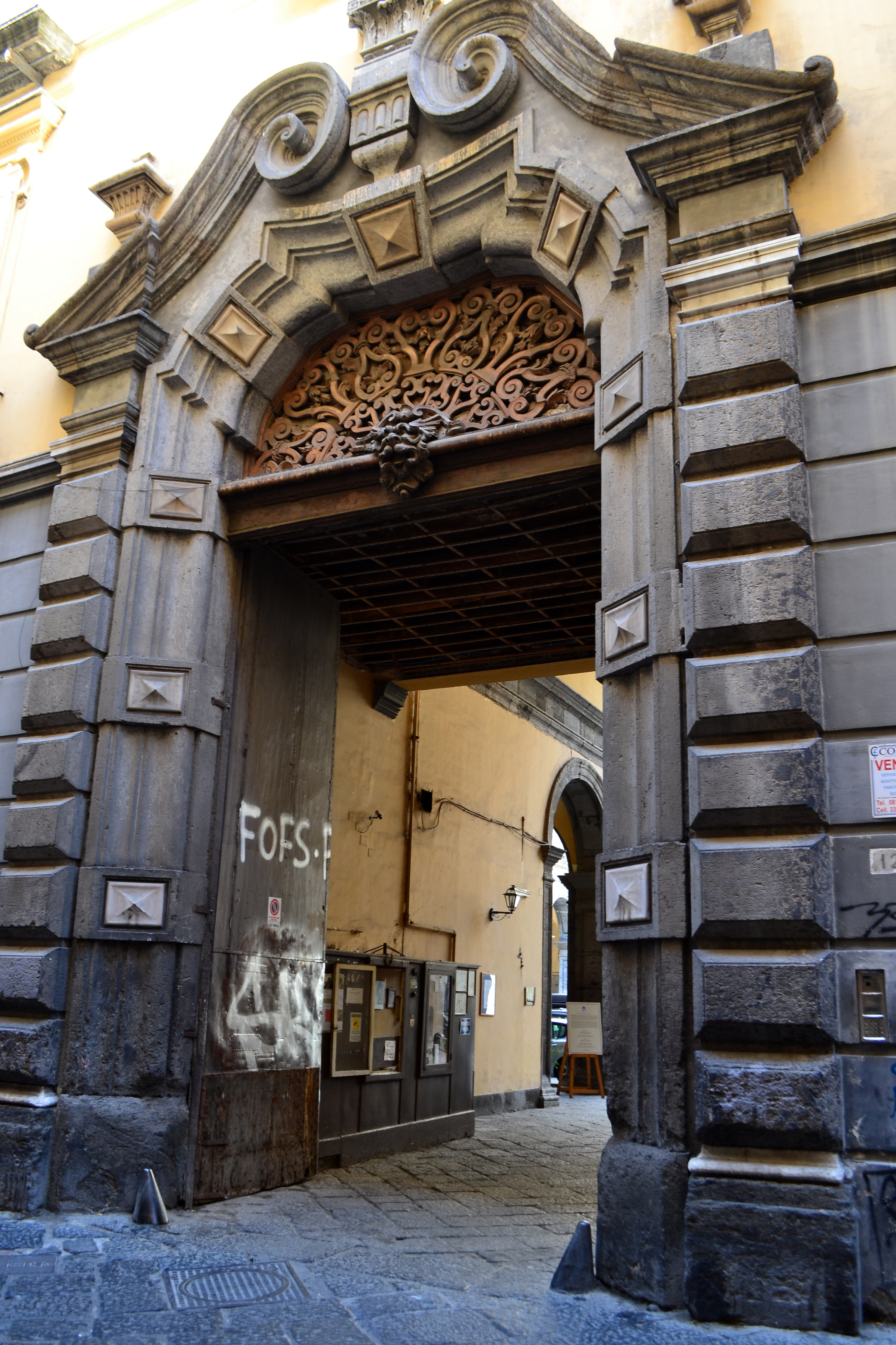
Das Barockportal von Ferdinando Sanfelice (fertiggestellt 1731)

Am Ende einigte sich der Prinz Francesco Filomarino della Rocca mit Gennaro Annese, der nach dem Tod von Masaniello Capitano del Popolo von Neapel geworden war: Am 6. April 1648 begab sich Filomarino am Port'Alba, um Don Giovanni d'Austria seine Ehrerbietung zu erweisen, während die spanische Armee in die rebellischen Viertel der Stadt einzog; so erreichte er gleichzeitig von Gennaro Annese die Befriedung Neapels. Während der Revolte hatte der Palast aber schwere Schäden erlitten; er wurde vom einfachen Volk als Vorposten genutzt, wo es den Spaniern gegenübergestanden hatte, die auf den Glockenturm der Basilika Santa Chiara stationiert waren. Die Kämpfe zwischen den beiden Parteien wurden ab dem 7. Oktober 1647 heftiger und dauerten viele Monate an. In dieser Zeit eroberten die Revolutionäre die benachbarte Kirche Santa Marta, waren aber bald gezwungen, sich zurückzuziehen und im unteren Teil des Sebastiansklosters Zuflucht zu suchen, und somit im Inneren der Wohnstatt der Filomarinos; von dort aus versuchten sie sogar, durch einen unterirdischen Gang den Glockenturm von Santa Chiara zu unterminieren, um die spanische Besatzungstruppe in die Luft zu sprengen. Am 9. März 1648 unterzogen die Soldaten von Philipp IV. von Spanien die Posten der Rebellen einem dichten Bombardement: Das Kanonenfeuer zerstörte die Gegend um die Kirche Gesù Nuovo, wobei sie die Kirche Santa Marta in eine Ruine verwandelten und den oberen Teil der Wohnstatt des Prinzen von Rocca zerstörten.
Später, im Jahre 1650, widmete sich Francesco sofort dem Wiederaufbau des Palastes, wodurch der bei der Revolte von Masaniello entstandene Schaden behoben wurde; das Gebäude wurde später von seinem Erben, seinem Bruder Giambattista und dessen Sohn Francesco, der 1685 Eigentümer wurde, verschönert. Letzterer war ein Literat und großer Freund des neapolitanischen Philosophen Giambattista Vico, mit dem er oft in seinem Palast kulturelle Treffen hatte; darüber hinaus war es genau dieser Prinz Francesco Filomarino della Rocca, der in seinem Palast die Kunstgalerie einrichtete, die Carlo Celano am dritten Tag seiner „Notizen“ mit lebendiger Bewunderung erwähnte: Sie enthielt etwa 200 Gemälde der bedeutendsten Maler der letzten drei Jahrhunderte, eine Sammlung von 300 Porträts berühmter Männer und Frauen, Medaillen, Kameen und andere Stücke aus Silber und verschiedenen Kristallen.
Anfang des 18. Jahrhunderts beauftragte der achte Prinz Filomarino della Rocca, Giambattista, Ferdinando Sanfelice mit der Ausführung des Portals, das man heute noch sehen kann und das 1731 fertiggestellt wurde, und mit der inneren Monumentaltreppe. Außerdem wurde der Palast anlässlich der Heirat dieses neapolitanischen Aristokraten mit Maria Vittoria Caracciolo, Markgräfin von Sant'Eramo, im Jahre 1731 erwähnt, da Giambattista Vico, der der Erzieher des Bräutigams gewesen war, zu dieser Gelegenheit sein bedeutendes, poetisches Werk, das Epithalamium Giunone in danza (dt.: Juno beim Tanz) schuf, in dem Autor der Scienza nuova den Palazzo Filomarino in folgenden Worten erwähnt:

“Questa augusta magione, e d'oro e d'ostro riccamente ornata, ove 'n copia le gemme, in copia i lumi spargon sì vivi rai...“
(dt.: Dieses erhabene Herrenhaus, reich mit Gold und mit Austern geschmückt, wo die Edelsteine im Überfluss vorhanden sind und die Lichter so lebhaft leuchten ...)

### 19. und 20. Jahrhundert

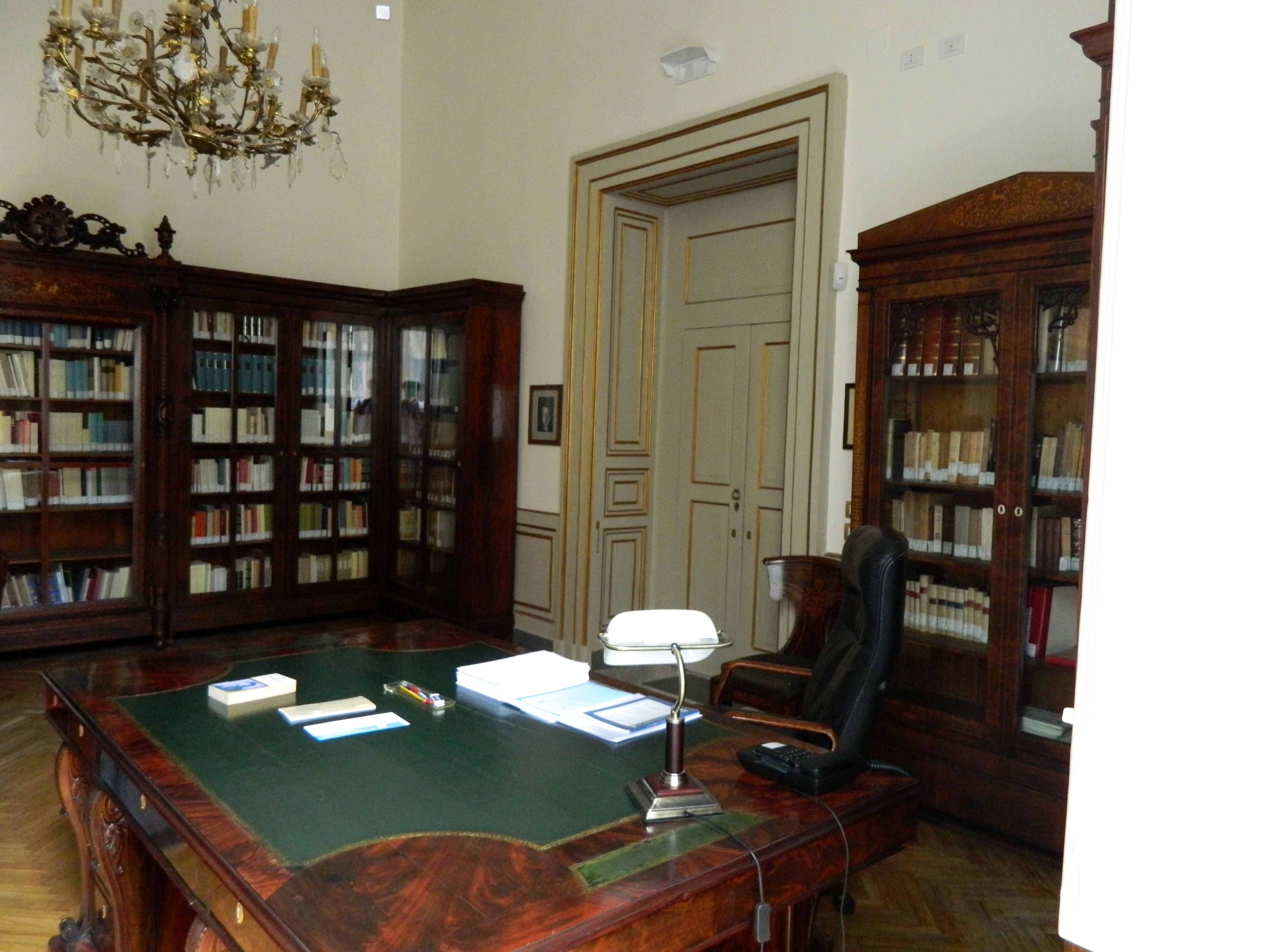
Das Studierzimmer von Benedetto Croce

In der ersten Hälfte des 19. Jahrhunderts starb die Familie Filomarino della Rocca aus; der letzte Nachkomme war Prinz Giacomo; nach seinem Tod 1840 wurde der Palast zwischen verschiedenen Eigentümern aufgeteilt.
Später kaufte Benedetto Croce das zweite Stockwerk des Gebäudes, vermutlich veranlasst durch die Tatsache, dass dort Giambattista Vico seine Jugend verbracht hatte, dessen großer Bewunderer er war: Deswegen wurde der Palast am 1. November 1926 von Squadristen überfallen. In der Zeit des Faschismus wurde der Palazzo Filomarino enger polizeilicher Überwachung unterzogen und die Besucher des Philosophen wurden sorgfältig beäugt; dieser „Cicolo Crociano“ wurde „von der Polizei als gefährliches, subversives Versteck gegen das Regime angesehen, das mit permanent eingesetzten Agenten bis zum Ende des Faschismus 1943 in der Portiersloge des Palazzo Filomarino kontinuierlich überwacht werden musste.“
Der neapolitanische Philosoph hielt im Palast des Prinzen von Rocca einige Dissertationen über seine Lehre ab, wie er selbst in den Notae del Diritto universale aufgeschrieben hat, das Filomarino gewidmet ist.
Dort gründete Croce 1946 das Istituto Italiano per gli Studi Storici in einer Wohnung neben seiner eigenen, in der er am 20. November 1952 starb und in der die Fondazione Biblioteca Benedetto Croce untergebracht ist.

## Beschreibung

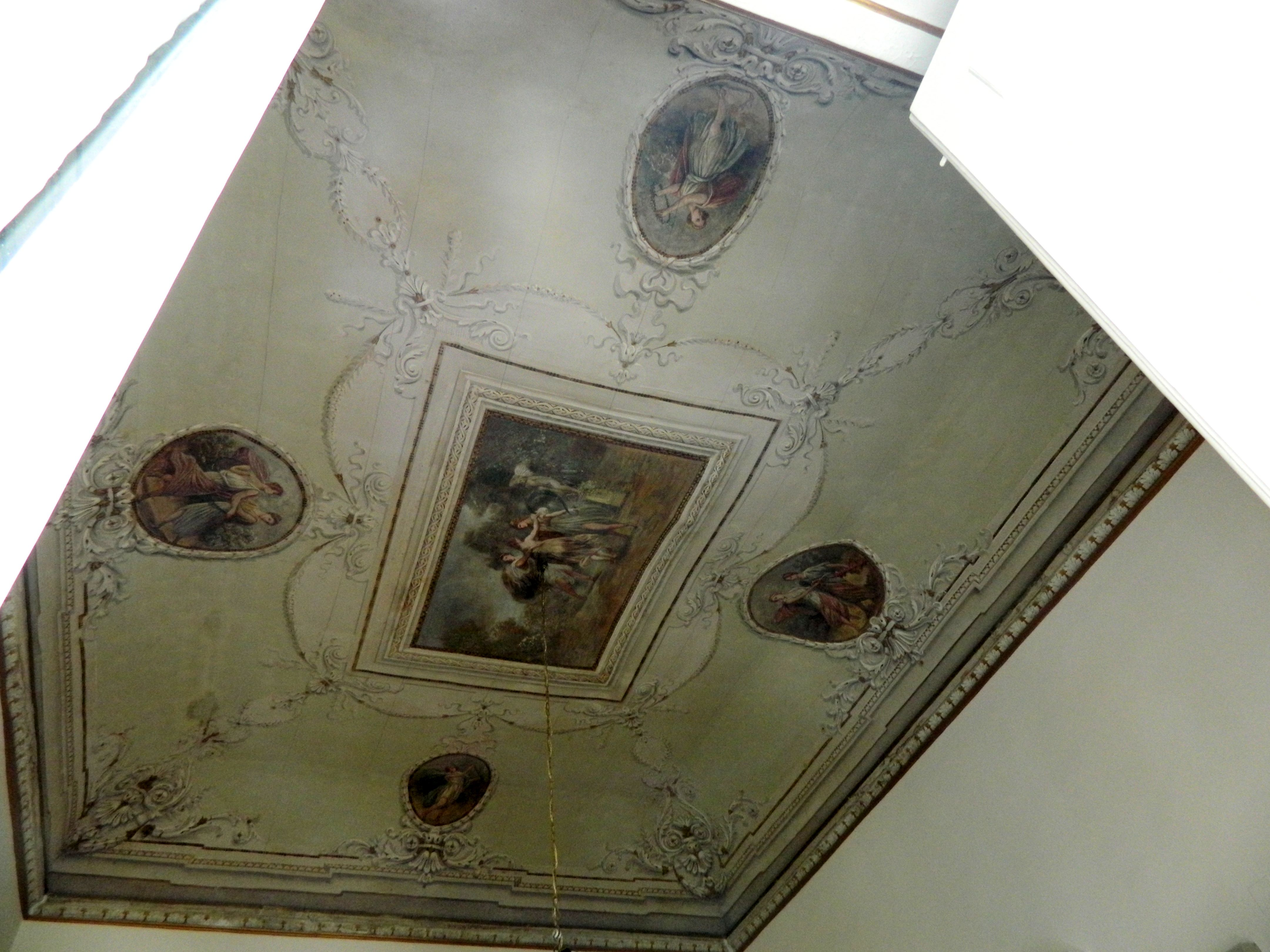
Fresken am Gewölbe eines Saales der Wohnung von Benedetto Croce

Giovan Francesco di Palma Mormanno schuf ein Gebäude, das sich um eine riesige, spektakuläre Vorhalle erstreckt, also den Palazzo Filomarino (damals Palazzo Sanseverino di Bisignano); er ist zusammen mit dem Palazzo Orsini di Gravina und dem Palazzo Caracciolo di Santobuono einer der wenigen Patrizierpaläste in Neapel, in dem die Loggia an allen vier Seiten des Innenhofes erhalten ist. In diesem Falle folgt der große Bogen in Zusammenhang mit dem Empfangssalon der ionischen Komposition mormandischen Ursprungs, was einen bemerkenswert dramatischen Effekt mit den beiden seitlichen Bögen schafft, die den Zugang zur Vorhalle vermitteln.
Der Palazzo Filomarino zeichnet sich darüber hinaus durch seine Vielfalt der Stile aus, die das Gebäude kennzeichnen. Das verschwenderische Portal ist im Barockstil gehalten, ein Werk vollständig aus Piperno des Architekten Ferdinando Sanfelice, ebenso wie die Monumentaltreppe, ebenfalls vollständig aus Piperno mit Ausnahme einiger Elemente in Marmor, wogegen die Balkone des zweiten Stockwerks nach eindeutig klassizistischem Geschmack entworfen wurden. Einige im 20. Jahrhundert ausgeführte Restaurierungen an der Treppe haben schließlich zwei Spitzbögen ans Licht gebracht, zweifellos Reste einer vorhergehenden Konstruktion aus der Zeit des Hauses Anjou.